# ظهور سیاره میمون‌ها
ظهور سیاره میمون‌ها (به انگلیسی: Rise of the Planet of the Apes) فیلمی آمریکایی در ژانر علمی–تخیلی اکشن محصول سال ۲۰۱۱ به کارگردانی روپرت وایت است. در این فیلم جیمز فرانکو، فریدا پینتو، جان لیسگو، برایان کاکس، تام فلتون، کارین کانووال، و اندی سرکیس بازی کردند. این فیلم بر اساس رمان سیاره میمون‌ها ساخته شده‌است و اولین فیلم سیاره میمون‌ها از سری بازراه‌اندازی آن می‌باشد.
ظهور سیاره میمون‌ها در تاریخ در ۵ اوت ۲۰۱۱، توسط فاکس قرن بیستم اکران شد. فیلم با واکنش‌های مطلوبی از سوی منتقدان همراه بود، که کارگردانی، جلوه‌های ویژه، و بازی سرکیس مورد تحسین قرار گرفت و نامزد جایزه اسکار برای بهترین جلوه‌های تصویری شد. سه دنباله برای این فیلم تحت نام‌های طلوع سیاره میمون‌ها (۲۰۱۴)، جنگ برای سیاره میمون‌ها (۲۰۱۷) و پادشاهی سیاره میمون‌ها (۲۰۲۴) ساخته شده‌اند.

## داستان
ویل رادمن (جیمز فرانکو) یک محقق است و در یک شرکت داروسازی به نام جنسیس کار می‌کند. پدر او آلزایمر دارد و او به دنبال دارویی است تا بتواند قدرت ادراک را بال ببرد و بیماری پدرش را درمان کند. از همین رو داروی خود به نام ALZ-112 را روی میمون‌ها آزمایش می‌کند و در آن‌ها قدرت هوشی به سرعت افزایش می‌یابد. یکی از میمون‌ها به نام چشم روشن دارای هوش بسیار زیادی می‌شود. در جلسه‌ای با حضور هیئت مدیره شرکت جنسیس او از آن‌ها می‌خواهد در طرحش سرمایه‌گذاری کنند.
اما چشم روشن که قرار است به جلسه آورده شود به ناگهان دچار حمله می‌شود و همه جا را بهم می‌ریزد. مأموران برای مهار او مجبور به شلیک می‌شوند و رئیس شرکت دستور می‌دهد تا همه میمون‌ها را بکشند. مسئول نگهداری میمون‌ها رابرت فرانکلین (تایلر لابین) یک نوزاد میمون را به نزد ویل می‌آورد و می‌گوید او بچه چشم روشن است و نمی‌تواند او را بکشد. همچنین متوجه می‌شود دلیل حمله میمون دفاع از فرزندش بوده‌است؛ پس ویل او را به خانه می‌برد و اسمش را سزار می‌گذارد. او متوجه می‌شود سزار به‌طور وراثتی این هوش را از مادرش به ارث برده‌است. از طرفی با تزریق داروی ALZ-112 به پدرش درمیابد حال او بهتر شده‌است؛ پس بر روی نسل جدیدی از این دارو کار می‌کند.
چند سال بعد پدر ویل با همسایه که یک خلبان است دچار مشاجره می‌شود و سزار در حمایت از پدر ویل به او حمله می‌کند. دادگاه حکم می‌دهد تا سزار به مرکز نگهداری میمون‌ها منتقل شود. از طرفی ویل رادمن موفق می‌شود تا رئیسش استیون جاکوبز (دیوید اویلوو) را متقاعد کند که آزمایش ALZ-113 که نمونه پیشرفته تر است آزمایش کند. اما در حین آزمایش ماسک یکی از نفرات به نام رابرت فرانکلین از صورتش در می‌آید و در معرض این گاز قرار می‌گیرد. این دارو هوش میمون‌ها را به سرعت افزایش می‌دهد اما پس از مدتی پدر ویل از دنیا می‌رود و او از استیون جاکوبز می‌خواهد تا آزمایش را متوقف کند. او به استیون می‌گوید ممکن است این دارو از آنجا که یک ویروس است روی انسان اثرات بدی بگذارد و منجر به مرگ او شود اما جاکوبز ویل را اخراج می‌کند و به کارش ادامه می‌دهد.
از طرفی رابرت فرانکلین که در اثر این گاز حالش بد است، خودش را به خانه ویل می‌رساند تا وضعیتش را به اطلاع او برساند اما ویل رادمن خانه نیست و رابرت با همسایه ویل که خلبان است مواجه می‌شود و پس از سرفه از دهان او خون به روی بدن همسایه ویل می‌ریزد. چند روز بعد جسد رابرت پیدا می‌شود و خطرناک بودن این ویروس برای انسان به استیو جاکوبز اطلاع داده می‌شود. از طرف دیگر در نهایت سزار موفق می‌شود رهبری میمون‌هایی که در مرکز نگهداری می‌شوند را در دست بگیرد. او شبانه به خانه ویل می‌آید و مقداری از ALZ-113 را باخود به مرکز نگهداری میمون‌ها می‌برد تا آن‌ها باهوش‌تر شوند. در نهایت میمون‌ها از مرکز نگهداری فرار می‌کنند تا خود را به جنگل برسانند و در این راه با انسان‌ها درگیر می‌شوند و استیو جاکوبز در این درگیری کشته می‌شود. در ادامه میمون‌ها خود را به جنگل ردوود می‌رسانند. ویل به جنگل می‌رود و از سزار می‌خواهد تا به خانه برگردد اما سزار می‌گوید اینجا (جنگل) خانه اوست. در پایان فیلم مشاهده می‌شود که ویروس توسط همسایه ویل که خلبان است به نقاط مختلف جهان منتقل می‌شود.

## بازیگران
- جیمز فرانکو در نقش دکتر ویلیام «ویل» رادمن
- فریدا پینتو در نقش دکتر کرولاین آران‌ها
- جان لیسگو در نقش چارلز رادمن (پدر ویل رادمن)
- برایان کاکس در نقش جان لاندن (رئیس مرکز نگهداری میمون‌ها)
- تام فلتون در نقش داج لاندن که پسر جان می‌باشد
- اندی سرکیس در نقش سزار
- دیوید اویلوو در نقش استیون جاکوبس
- تایلر لابین در نقش رابرت فرانکلین
- تیموتی وبر